# Шрексбах
Шрексбах (њем. Schrecksbach) општина је у њемачкој савезној држави Хесен. Једно је од 27 општинских средишта округа Швалм-Едер. Према процјени из 2010. у општини је живјело 3.277 становника. Посједује регионалну шифру (AGS) 6634021.

## Географски и демографски подаци
Шрексбах се налази у савезној држави Хесен у округу Швалм-Едер. Општина се налази на надморској висини од 280 метара. Површина општине износи 36,6 km². У самом мјесту је, према процјени из 2010. године, живјело 3.277 становника. Просјечна густина становништва износи 90 становника/km².